# Arsenale greco di Siracusa

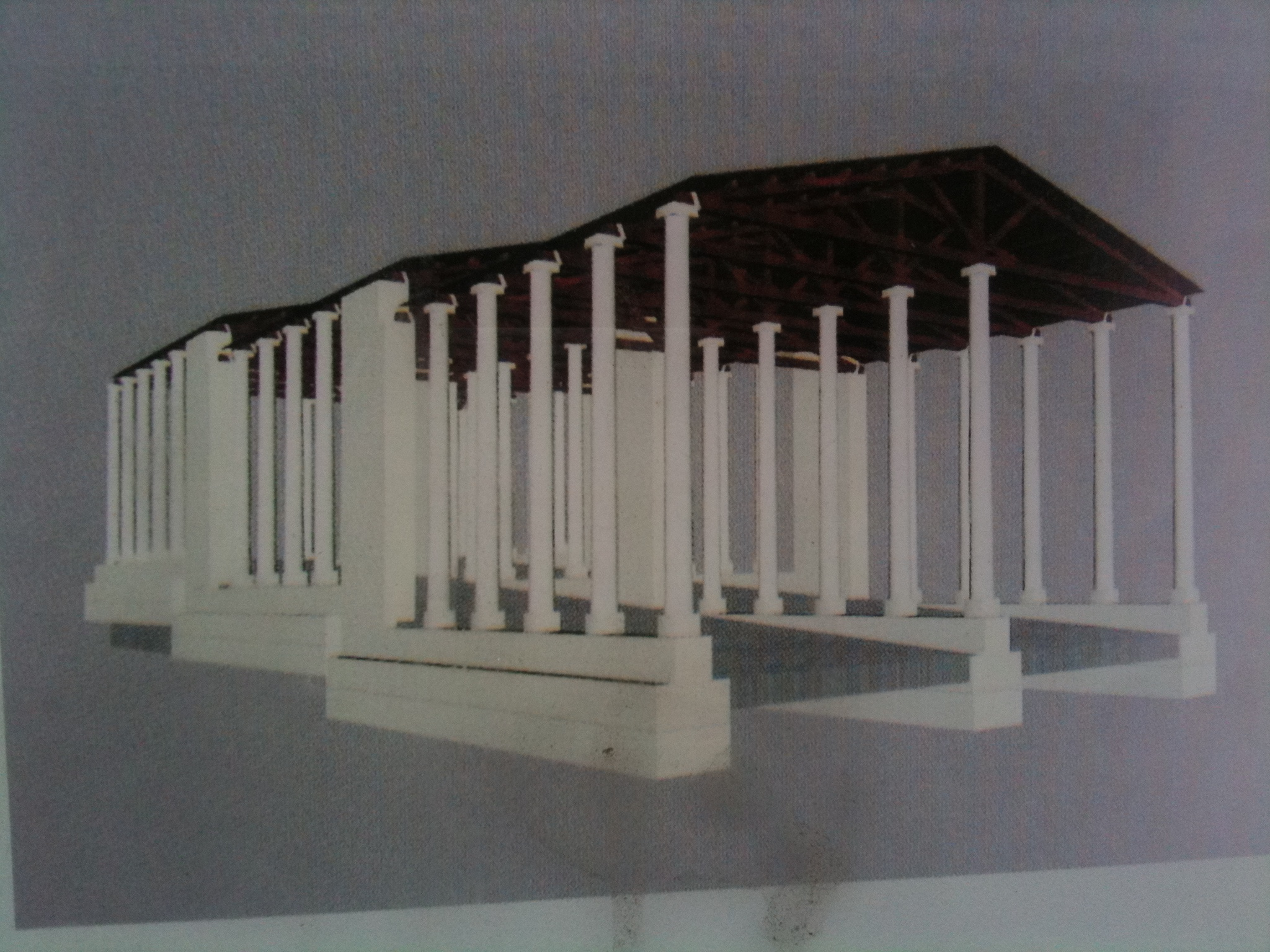
Ricostruzione di un capannone dell'arsenale

L'arsenale greco di Siracusa è una parte del porto piccolo, detto Lakkios, dove anticamente si fabbricavano e si riparavano le imbarcazioni. Per agevolare il lavoro potevano essere tirate in secco quando subivano delle avarie o per poter ristrutturare gli scafi.

## Storia
L'arsenale venne fatto costruire da Dionigi nel 404 a.C. quando divise l'isola di Ortigia dal resto della città mediante un muro difeso da alte e spesse torri e vi costruì un forte. Le fonti storiche raccontano che l'arsenale era uno dei più grandi dell'antichità: 
(Diodoro Siculo (XIV, 42))
L'importanza che il tiranno aveva riservato per l'arsenale era tale da aver posto la propria residenza accanto a questa struttura.
Nel corso dei secoli divenne il centro difensivo della marineria della città. Nel III secolo a.C. venne costruita da Ierone II, su progetto di Archimede la Siracosia, così grande che solo due porti riuscivano a contenerla: il Porto Grande di Siracusa e quello di Alessandria d'Egitto.

## I resti archeologici
L'antico Arsenale oggi è ubicato nei pressi del porto piccolo, tra l'ex tracciato ferroviario e la via Arsenale. Distante una cinquantina di metri dal mare a causa dell'avanzamento della linea di costa, ne resta l'ossatura basamentale scavata nella roccia e costituita da profondi incassi quadrangolari e da basi di pilastri per l'appoggio di macchine usate per tirare a secco le navi. Su di essi sorgevano grandi capannoni (neosoikoi) affiancati che proteggevano l'imbarcazione e le attrezzature.
Diodoro parla del detto arsenale fatto da Dionisio, mentre si apparecchiava a muovere guerra contro i cartaginesi, di grandezza 160 stanze distante l'una dall'altra, E non bastando il siffatto arsenale ne fabbricò un altro [...]»
(Giuseppe Maria Capodieci, Antichi monumenti di Siracusa (1816))